# Josefskapelle (Marin)

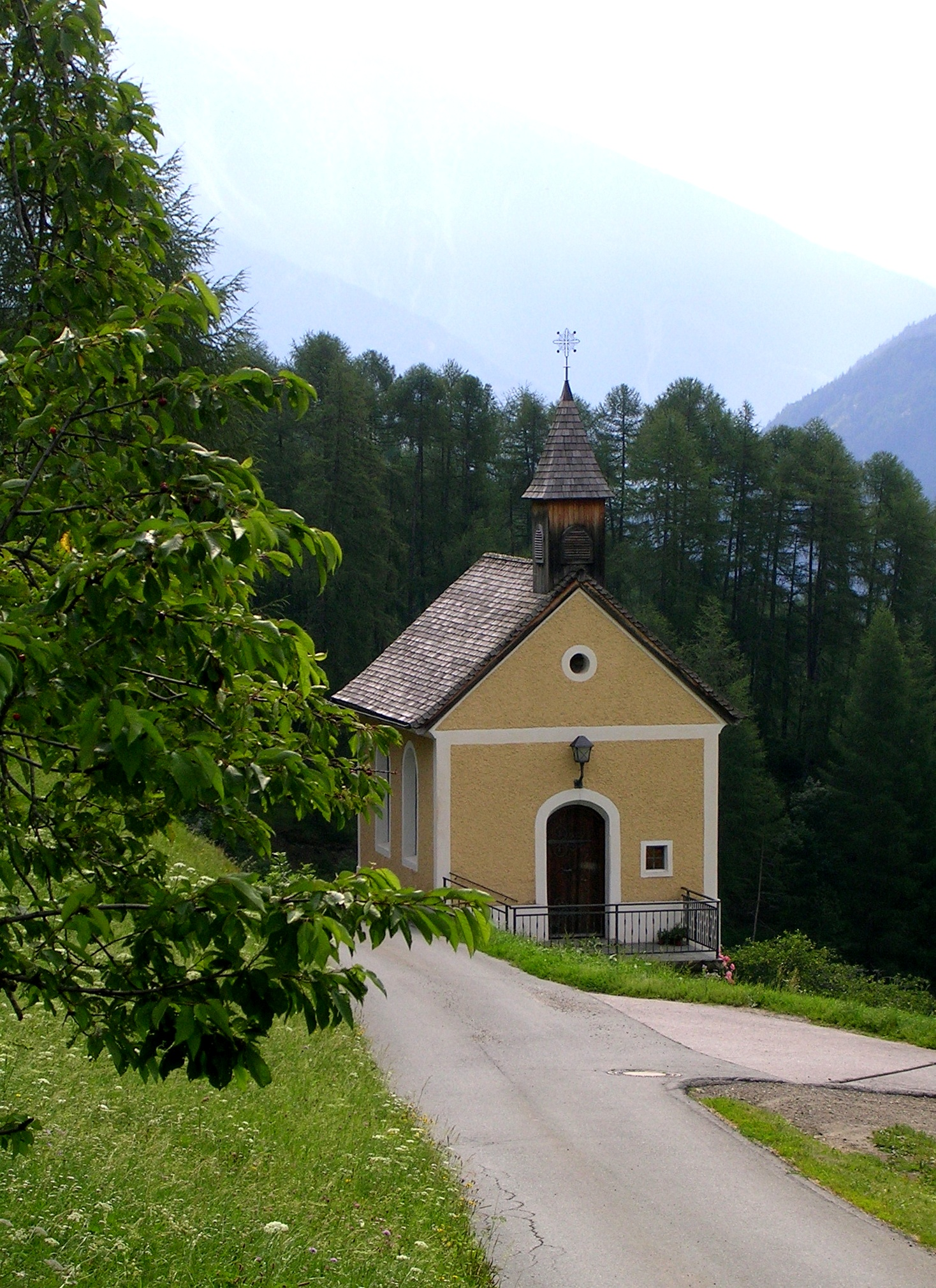
Die Josefskapelle im Weiler Marin

Die Josefskapelle in Marin ist eine Kapelle in der Gemeinde Virgen in Osttirol (Bezirk Lienz).

## Bauwerk
Die weit sichtbare Josefskapelle wurde 1934 westlich bzw. leicht unterhalb von Marin auf einem Hang errichtet, am 14. August selbigen Jahres geweiht und im Jahr 1937 vollendet.
Sie verfügt über einen rechteckigen Grundriss mit eingezogenem, höhengestaffelten Chor und wird durch ein steiles Satteldach über Hohlkehle geschützt, das mit Schindeln eingedeckt ist. Das Dach wird von einem hölzernen Dachreiter mit rundbogigen, durch Jalousien abgeschlossenen Schallöffnungen überragt, wobei der Dachreiter ein kreuzbekröntes Satteldach besitzt. Die Außenwände der Kapelle sind an den Längswänden von jeweils zwei Rundbogenfenstern durchbrochen, an der westlichen Eingangsseite befindet sich ein durch eine Treppenanlage erschlossenes Rundbogenportal mit kleinem Sichtfenster und kreisförmiger Wandöffnung im Giebelfeld. Die Außenwände sind mit gelbem Rauputz versehen. Im Inneren wurde die Kapelle als zweijochiger Bau mit Tonnengewölbe ausgeführt, wobei das Gewölbe auf einer flachen Pilastergliederung ruht. Während das Gewölbe selbst mit weißer Wandfarbe und die Wandflächen Gelb bemalt wurden, akzentuierte man die Pilaster durch ein helles Grau. Der Fußboden wurde mit rötlichen Ziegelfliesen ausgelegt.

## Ausstattung und Einrichtung
Die Josefskapelle verfügt über einen hölzernen Altar aus der Zeit um 1935. Er ist braun gefasst und mit Ornamentteilen vergoldet und aus einer pilastergegliederten Kastenmensa, einem Aufbau mit polygonalen Wandpfeilern sowie einem gekröpften Gebälk mit geschwungenem Auszug aufgebaut. Die Kastenmensa wurde dabei durch ein polychrom gefasstes Relief der heiligen Familie mit zwei Engeln geschmückt. Das 1920 von Josef Weißkopf geschaffene Altarbild zeigt den Tod des heiligen Josef mit Christus und Maria in traditionellem Stil in Öl auf Leinwand. Flankiert wird es von Figuren des Apostels Petrus (links) und Paulus (rechts). Im Auszug befindet sich eine Heilige-Geist-Taube vor Strahlenkranz mit zwei flankierenden Engeln und einem bekrönenden Gottvater mit Weltkugel.
Die Decke der Kapelle wird durch ein Deckenbild geschmückt, das in kräftigen Farben die Flucht aus Ägypten zeigt. Es wurde 1937 von Carl Rieder aus Schwaz geschaffen. Nach seinen Entwürfen entstanden vermutlich auch die buntfarbenen, figuralen Glasgemälde in der Südwand. Das hölzerne Gestühl besitzt geschwungene Wangen, darüber hinaus befindet sich in der Kapelle ein eintüriger Wandschrank, ein 1934 geweihter Kreuzweg aus kolorierten Drucken in hölzernen Rahmen sowie ein Vortragskreuz und eine Figur des heiligen Antonius mit Kind bzw. eine Figur des heiligen Josef (jeweils aus dem 20. Jahrhundert). Zudem verfügt die Kapelle über eine Ecce-Homo-Gemälde aus der zweiten Hälfte des 18. Jahrhunderts sowie zwei Gemälde aus dem 19. Jahrhundert, die Herz Jesu bzw. Maria mit Kind darstellen.